# Fraction de raccourcissement
 (juin 2020).
Si vous disposez d'ouvrages ou d'articles de référence ou si vous connaissez des sites web de qualité traitant du thème abordé ici, merci de compléter l'article en donnant les références utiles à sa vérifiabilité et en les liant à la section « Notes et références ».
La fraction de raccourcissement (FR) est un indice très souvent utilisé comme indice de performance systolique. 

## Calcul de l'indice
Classiquement calculée en échocardiographie TM ou sur une coupe long-axe parasternale selon la formule :
FR = (DTD – DTS)/DTD
où DTD est le diamètre télédiastolique et DTS le diamètre télésystolique.